# SPARC T5
SPARC T5 — многоядерный микропроцессор пятого поколения для серверов SPARC серии T, производившийся корпорацией Oracle в период с 2013 по 2017 год.
Впервые был представлен на Hot Chips 24 в августе 2012 года, первые поставки серверов T5 начались в марте 2013 года. Оснащался 16-ю восьмипоточными ядрами, работающими на частоте 3,6 ГГц, кеш-памятью третьего уровня ёмкостью 8 МБ и по 128 КБ кеш-памяти второго уровня на каждое ядро. Поддерживалось до восьми процессоров на одну систему. Устанавливался в серверы, относимые производителем к среднему классу — T5-2, T5-4, T5-8 — соответственно, с двумя, четырьмя и восемью процессорами T5.